# 機動戦士ガンダムMSV戦記 ジョニー・ライデン
『機動戦士ガンダムMSV戦記 ジョニー・ライデン』（きどうせんしガンダムエムエスブイせんき ジョニー・ライデン）は、長谷川裕一による日本の漫画作品。アニメ『機動戦士ガンダム』の世界観を基にした外伝作品である。講談社『コミックボンボン2006年11月号増刊 ガンダムマガジン』、『コミックボンボン』2007年10月、同11月号にかけて連載された。全3話。

## 概要
プラモデル企画『モビルスーツバリエーション』のキャラクター、ジョニー・ライデンを主人公にした作品で、宇宙世紀0079年から0082年にかけての壮絶な戦いを描く。本作では、従来の設定やゲーム作品などで描かれたライデン像とは正反対の「戦争参加に積極的でない反ザビ家思想の持ち主」として描かれている。これについて著者は「今日のジョニー・ライデンの人気は、その人物像を明確にせずファンの想像力に委ねて育まれたものであり、執筆することに抵抗があった。しかし、近年その人物像も固まりつつあるため、あえて真逆(原文ママ)の方向性で描くことで新たな想像の余地を育む行間を生み出したかった」との旨を述べている。

## あらすじ
各話のサブタイトルは「ジョニー」を冠する映画や楽曲のタイトルから採られている。
ジョニーは戦場へ行った
ライデン家は宇宙移民第一世代の家系であったが、ジョニーは大のザビ家嫌いだった。父親が勝手に提出した軍への志願書が採用され嫌々ながらジオン軍に入隊。戦場で負傷したら退役できる（自身が戦死するとは思ってもいない）と考え、機体色を目立つ赤にした。しかしながらMS操縦の才能から次々と戦果を挙げて昇進。
ア・バオア・クー防衛戦ではMS-14Bでフルアーマーガンダムと戦うも撃墜される。救助された宇宙空母ドロスには幼なじみであり想い人であるティキ・トゥーニアがオペレータとして従軍していた。ティキを護るためにも、かつて自分の愛機であったMS-06R-2を改修したフルバレットザクに乗り換え、地球連邦軍のフルアーマーガンダムと死闘を繰り広げ、これを倒すが、自機の爆発により行方不明となる。
ジョニーへの伝言
ア・バオア・クー防衛戦で連邦軍に救助されたものの脱走したジョニーは、大戦終結から2年後、ジョニー・ドップ（新装版ではジョニー・デップ）という偽名を用いて荒廃した地球の復興を支援するために参加していた。この頃、戦争に対する恐怖心が芽生え戦えない状態に陥っていたが、ジルとその兄の出来事を契機に前向きに生きることを決意。村を襲来した真・ジオン公国議会のMSを撃退する。
両手いっぱいのジョニー
再会したシン・マツナガの要請によりDr.Q率いるジオン軍残党「真・ジオン公国議会」の野望を阻止するため宇宙に戻ったジョニーは、R-2型に酷似した高機動型ザクに外部ジェネレーターを接続したビームライフルを装備して、Dr.Qのパーフェクト・ザクに立ち向かい、マツナガとの共闘でこれを撃破する。鎮圧後はマツナガの計らいにより戦死扱いとされ失踪し、愛するティキの元へと赴く。

## 登場人物
ジョニー・ライデン
本作の主人公。本作では従来の人物設定はジオン軍の捏造という解釈で描かれている。強い反ザビ家思想の持ち主。
シャア・アズナブルとも確執はなく、自分と同じザビ家嫌いで（目立つ機体色で）撃墜されたがっていると親近感を抱いている。
ティキ・トゥーニア
ライデンと同郷の女性。ライデンから好意を抱かれており、自身のエンブレム「ユニコーン」の由来に準えて告白されるが通じなかった。一年戦争が終局を迎えるとオペレーターとしてジオン公国軍に中途採用されるが、宇宙要塞ア・バオア・クーで再会したライデンによって強制的に脱出させられた。のちにサイド3にて真・ジオン公国議会を壊滅させたライデンと再会している。
新装版の描き下し漫画によれば、ジョニーと結婚し、たくさんの子をもうけている。
ジル
オーストラリア在住の少女。一年戦争時にコロニー落としの影響で両親を失い、地球連邦軍に志願した兄もライデンとの戦いで戦死している。戦後の開拓復興要員としてジョニーを偶然雇うが、それが兄の仇と知ると銃口を向ける。しかし、前向きに生きる決断をしたライデンの姿に心動かされ、共存共栄を望んだ兄の言葉を「ジョニー・ライデンへの伝言」として伝える。
シン・マツナガ
『モビルスーツバリエーション』のキャラクター。「白狼」の異名を持つジオン公国軍のエースパイロット。ジオン残党Dr.Qの野望を阻止するため、民間人となったジョニー・ライデンに軍へ復帰するよう要請した。本作では恰幅のいい体型として描かれており、顔を会わせる度にライデンがザビ家の悪口を言っていたのを根に持ち、子供じみた取っ組み合いのケンカをしていた。Dr.Qとの戦い後、ライデンを戦死扱いにして逃亡を助ける。
Dr.Q（ドクター・キュー）
ジオン公国軍残党「真・ジオン公国議会」の首謀者。一年戦争後、地球連邦に従属したジオン共和国を敵視し、真のジオン公国の再生のためサイド3に対しテロ活動を行った。天才肌であり他人を見下す性格で、英単語の三段活用を口走る癖を持つ。一年戦争末期にMS開発計画プランCを提案し却下されるも、極秘に開発を続け、パーフェクト・ザクを作り上げた。宇宙世紀0082年、自ら同機に乗り込みヘビーガンダムを含むジオン共和国駐留部隊を壊滅させるが、鎮圧に赴いたライデンとマツナガの連携攻撃によって撃墜される。
整備員（仮）
開戦時、ジョニーの艦に乗っていたメカニック。有視界戦闘に備えて機体に識別用のカラーリングをしていたところ、「真っ赤に塗っとけ」というジョニーの指示に呆れていた。ア・バオア・クー戦時に空母ドロスにて再会し、ティキの脱出時間を稼ぐために戦う決意をしたジョニーを上からの命令で運び込んでいたフルバレットザクに案内して起動作業を行った。

## 登場兵器
ジオン公国軍
- 高機動型ゲルググ
- フルバレットザク
- 高機動型ザクII（R-2型）

真・ジオン公国議会
- ドム - 真・ジオン公国議会へ参加したジオン敗残兵の乗機。ジルらの村を襲撃する。
- パーフェクト・ザク

地球連邦軍
- フルアーマーガンダム
- ヘビーガンダム - ジオン共和国駐留部隊

その他
- ランド・ザック

## 単行本
- 2007年11月16日発売 ISBN 4-06-372389-5
  - 新装版 2016年12月26日発売 ISBN 978-4-04-105107-8 - 描き下ろしとして『機動戦士ガンダム MSV-R ジョニー・ライデンの帰還』の登場人物と本作のジョニー・ライデン（「帰還しなかったほう」と称されている）が面談する漫画が掲載されている。